# Bahnstrecke Ganddal–Ålgård
| |                                 |                                                            |                                                 |
| Streckenlänge: | 12,2 km                         |                                                            |                                                 |
| Spurweite: | 1067 mm ab 1. Mai 1944: 1435 mm |                                                            |                                                 |
| Maximale Neigung: | 15 ‰                            |                                                            |                                                 |
| Minimaler Radius: | 300 m                           |                                                            |                                                 |
| |                                 |                                                            |                                                 |
| \| \| \| Jærbanen von Sandnes \| \| \| \| \| \| \| \| \| 18,490,00 \| Ganddal (1878) \| 21,2 moh. \| \| \| \| nach Klepp \| \| \| \| \| Storåna (10 m) \| \| \| \| 20,00- \| Holane (1927, bis 1941 Stokkeland) \| Holane (1927, bis 1941 Stokkeland) \| \| \| \| Gleisanschluss zur Vorderseite der Trafostation \| \| \| \| \| Gleisanschluss zum Trafostationstunnel \| \| \| \| 20,67- \| Vagle (1951) \| Vagle (1951) \| \| \| \| \| \| \| \| \| \| \| \| \| 21,952,94 \| Foss-Eikeland (Hp ab 21. Dez. 1924) \| 25,2 moh. \| \| \| \| Gleisanschluss Spenncon Sandnes \| \| \| \| \| Figgjo (30 m) \| \| \| \| 22,63- \| Kallberg (ab 14. Juli 1928) \| Kallberg (ab 14. Juli 1928) \| \| \| 25,056,06 \| Bråstein \| 52,4 moh. \| \| \| \| \| \| \| \| \| \| \| \| \| 27,06- \| Figgjo Fajanse (1952–1955) \| Figgjo Fajanse (1952–1955) \| \| \| \| Fylkesvei 294 – Brücke ausgebaut \| \| \| \| 27,528,53 \| Figgjo \| 85,8 moh. \| \| \| \| Gleisanschluss zur Wollfabrik Ålgård \| 87,3 moh. \| \| \| 28,19- \| Figgjo Fabrikker (1930) \| Figgjo Fabrikker (1930) \| \| \| 29,69 \| Figgjoveien (50,6 m) \| Figgjoveien (50,6 m) \| \| \| 30,5711,58 \| Ålgård \| 94 moh. \| \| \| \| \| \| \| \| \| Kilometerangaben bis 2. Juni 1957 von Stavanger ausgehend, \| \| \| \| \| danach von Ganddal \| \| \| \| \| \| \| \| Quellen: [1] \| \| \| \| |                                 |                                                            |                                                 |
| Strecke |                                 | Jærbanen von Sandnes                                       | Jærbanen von Sandnes                            |
| Abzweig geradeaus und ehemals nach links · Strecke von rechts (außer Betrieb) |                                 |                                                            |                                                 |
| Bahnhof · Bahnhof (Strecke außer Betrieb) | 18,490,00                       | Ganddal (1878)                                             | 21,2 moh.                                       |
| Strecke · Strecke (außer Betrieb) |                                 | nach Klepp                                                 | nach Klepp                                      |
| Brücke über Wasserlauf (Strecke außer Betrieb) |                                 | Storåna (10 m)                                             | Storåna (10 m)                                  |
| Haltepunkt / Haltestelle (Strecke außer Betrieb) | 20,00-                          | Holane (1927, bis 1941 Stokkeland)                         | Holane (1927, bis 1941 Stokkeland)              |
| Abzweig geradeaus und von links (Strecke außer Betrieb) |                                 | Gleisanschluss zur Vorderseite der Trafostation            | Gleisanschluss zur Vorderseite der Trafostation |
| Abzweig geradeaus und von links (Strecke außer Betrieb) |                                 | Gleisanschluss zum Trafostationstunnel                     | Gleisanschluss zum Trafostationstunnel          |
| Haltepunkt / Haltestelle (Strecke außer Betrieb) | 20,67-                          | Vagle (1951)                                               | Vagle (1951)                                    |
| Abzweig geradeaus und nach links (Strecke außer Betrieb) · Strecke von rechts (außer Betrieb) |                                 |                                                            |                                                 |
| Abzweig geradeaus und von links (Strecke außer Betrieb) · Strecke nach rechts (außer Betrieb) |                                 |                                                            |                                                 |
| Dienststation / Betriebs- oder Güterbahnhof (Strecke außer Betrieb) | 21,952,94                       | Foss-Eikeland (Hp ab 21. Dez. 1924)                        | 25,2 moh.                                       |
| Abzweig geradeaus und nach links (Strecke außer Betrieb) |                                 | Gleisanschluss Spenncon Sandnes                            | Gleisanschluss Spenncon Sandnes                 |
| Brücke über Wasserlauf (Strecke außer Betrieb) |                                 | Figgjo (30 m)                                              | Figgjo (30 m)                                   |
| Haltepunkt / Haltestelle (Strecke außer Betrieb) | 22,63-                          | Kallberg (ab 14. Juli 1928)                                | Kallberg (ab 14. Juli 1928)                     |
| Dienststation / Betriebs- oder Güterbahnhof (Strecke außer Betrieb) | 25,056,06                       | Bråstein                                                   | 52,4 moh.                                       |
| Strecke von links (außer Betrieb) · Abzweig geradeaus und nach rechts (Strecke außer Betrieb) |                                 |                                                            |                                                 |
| Strecke nach links (außer Betrieb) · Abzweig geradeaus und von rechts (Strecke außer Betrieb) |                                 |                                                            |                                                 |
| Haltepunkt / Haltestelle (Strecke außer Betrieb) | 27,06-                          | Figgjo Fajanse (1952–1955)                                 | Figgjo Fajanse (1952–1955)                      |
| Brücke (Strecke außer Betrieb) |                                 | Fylkesvei 294 – Brücke ausgebaut                           | Fylkesvei 294 – Brücke ausgebaut                |
| Haltepunkt / Haltestelle (Strecke außer Betrieb) | 27,528,53                       | Figgjo                                                     | 85,8 moh.                                       |
| Abzweig geradeaus und nach links (Strecke außer Betrieb) |                                 | Gleisanschluss zur Wollfabrik Ålgård                       | 87,3 moh.                                       |
| Haltepunkt / Haltestelle (Strecke außer Betrieb) | 28,19-                          | Figgjo Fabrikker (1930)                                    | Figgjo Fabrikker (1930)                         |
| Brücke (Strecke außer Betrieb) | 29,69                           | Figgjoveien (50,6 m)                                       | Figgjoveien (50,6 m)                            |
| Kopfbahnhof Streckenende (Strecke außer Betrieb) | 30,5711,58                      | Ålgård                                                     | 94 moh.                                         |
| |                                 |                                                            |                                                 |
| |                                 | Kilometerangaben bis 2. Juni 1957 von Stavanger ausgehend, |                                                 |
| |                                 | danach von Ganddal                                         |                                                 |
| |                                 |                                                            |                                                 |
| Quellen: |                                 |                                                            |                                                 |

Die Bahnstrecke Ganddal–Ålgård (norwegisch Ålgårdbanen oder Ålgårdsbanen) ist eine 12,2 km lange norwegische Bahnstrecke, die von Ganddal nach Ålgård in der Gemeinde Gjesdal in Rogaland führt.

## Geschichte
Die Strecke ist eine Nebenstrecke der Jærbane. Sie wurde am 20. Dezember 1924 eröffnet. 1988 wurde die Jernbaneverket gehörende Strecke, die zwischen Anfangs- und Endbahnhof einen Höhenunterschied von 72,8 Meter überwindet, auf Grund einer Entscheidung des Storting stillgelegt.
Erste Überlegungen über eine Bahnstrecke nach Ålgård bestanden bereits in den 1870er-Jahren. Ålgård war damals schon eine wichtige Industriestadt. Aber es dauerte noch lange, bis die endgültige Entscheidung über den Bau getroffen wurde.
Die Bahn wurde im Zusammenhang mit einer Parlamentsentscheidung vom 20. Juli 1921 gebaut, mit der der Bau einer Indre Linje von Klungland und Bjerkreimselva über Vikeså nach Ålgård ab 1923 festgelegt wurde. Der erste Spatenstich erfolgte am 21. Dezember 1921. Durch die Entscheidung, dass die Strecke Teil der Sørlandsbane sein sollte, wurde sie nach dem damaligen höchsten Standard erbaut. Die Bahnhöfe wurden von R. Werenskiold vom NSB-Architektenbüro entworfen und im Neoklassizismus gezeichnet. Die Spurweite war mit 1067 mm wie die der Jærbane festgelegt. Da zu dieser Zeit entschieden wurde, dass Jærbanen in naher Zukunft auf Normalspur umgebaut werden sollte, wurde während des Baues der Unterbau der Strecke für diese Spurweite vorbereitet. Die Ålgårdbane war zu diesem Zeitpunkt die modernste Bahnanlage in Rogaland.
In Ålgård befanden sich ein Lokschuppen und eine Drehscheibe.
1937 traf das Parlament eine neue Entscheidung, infolge derer die normalspurige Sørlandsbane über Egersund und Jæren führen sollte.

## Indre stambane
1941 plante ein überörtliches Eisenbahnkomitee unter Vorsitz von Sigval Bergesen, die Ålgårdbane über Hunnedalen und Setesdalsheiene nach Lunde in der Telemark als Indre stambane zu verlängern. Die Strecke sollte nach höchstem Standard gebaut werden und eine Reisezeit zwischen Stavanger und Oslo in vier bis fünf Stunden ermöglichen. Für diese Streckenführung wurde bereits eine Trasse zwischen Ålgård und der Grenze zur Telemark ausgesteckt.

## Umspurung
Es wurde zudem angenommen, dass der Beginn der Sørlandsbane etwa zwischen Nord-Jæren und Sørlandet beginnen sollte. So kam es nicht, die am 1. Mai 1944 eröffnete Sørlandsbane nahm einen anderen Weg. In diesem Zusammenhang wurde die Strecke von Schmalspur auf Normalspur umgebaut. Allerdings blieb die Strecke eine Stichstrecke mit wenig Betrieb.

## Betriebseinstellung
Wegen der wenig in Anspruch genommenen Züge wurde der Personenverkehr am 1. November 1955 eingestellt. Die Fahrt von Ganddal nach Ålgård dauerte etwa 20 Minuten. Der Güterverkehr zwischen  Foss-Eikeland und Ålgård endete 1988. Statens vegvesen ließ danach die Eisenbahnbrücke  nördlich von Figgjo abbauen, da sie Schwertransporte mit ihrer Durchfahrtshöhe behinderte. Die Brücke wurde aufbewahrt. Die Gleise im Bahnhof Ålgård wurden abgerissen.
1998 und 1999 wurden Sonntagsfahrten auf dem Streckenabschnitt Ganddal–Figgjo durchgeführt, die von Jernbaneverket, dem Kulturamt von Sandnes und der Gastwirtschaft im Bahnhof Figgjo organisiert wurden. Dazu wurde der Triebwagen BM 86 22 und einen Steuerwagen eingesetzt, mit dem an einigen Tagen über 1000 Fahrgäste befördert wurden.
Bis 2001 wurden die ersten drei Kilometer der Strecke für den Transport von Betonelementen benutzt. Jernbaneverket nutzt den nördlichen Teil der Strecke für Schwertransporte von Transformatoren, die auf Wagen geladen werden. Dazu wurde ein Teil der Schwellen auf einem Teil dieser Strecke ausgetauscht.
2008 beantragte der Bezirksausschuss von Figgjo, die Gleise der Ålgårdbane zu entfernen, was von Jernbaneverket nicht genehmigt wurde. Bis 2012 wurden Transformatorentransporte bis Vagle durchgeführt.

## Bahnhof Figgjo
Von der Haltestelle Figgjo aus, die heute ein Museum ist, kann im Sommer die Strecke bis Ålgård mit Draisinen befahren werden. Im Bahnhof ist die Rangierlok Skd 220c 197 und der Personenwagen BF 19904 ausgestellt.

## Zukunftsaussichten
Im Rahmen des Wahlkampfes 2013 wurde die Wiederinbetriebnahme der Strecke untersucht. Die komplette Instandsetzung würde nach groben Schätzungen zwischen 580 und 750 Millionen Kronen kosten. Nach einer technischen Aufrüstung der Strecke und mit dem Einsatz neuer Züge könnte die Verbindung zwischen Ålgård mit rund 10.000 Einwohnern und Stavanger in rund 30 Minuten befahren werden.

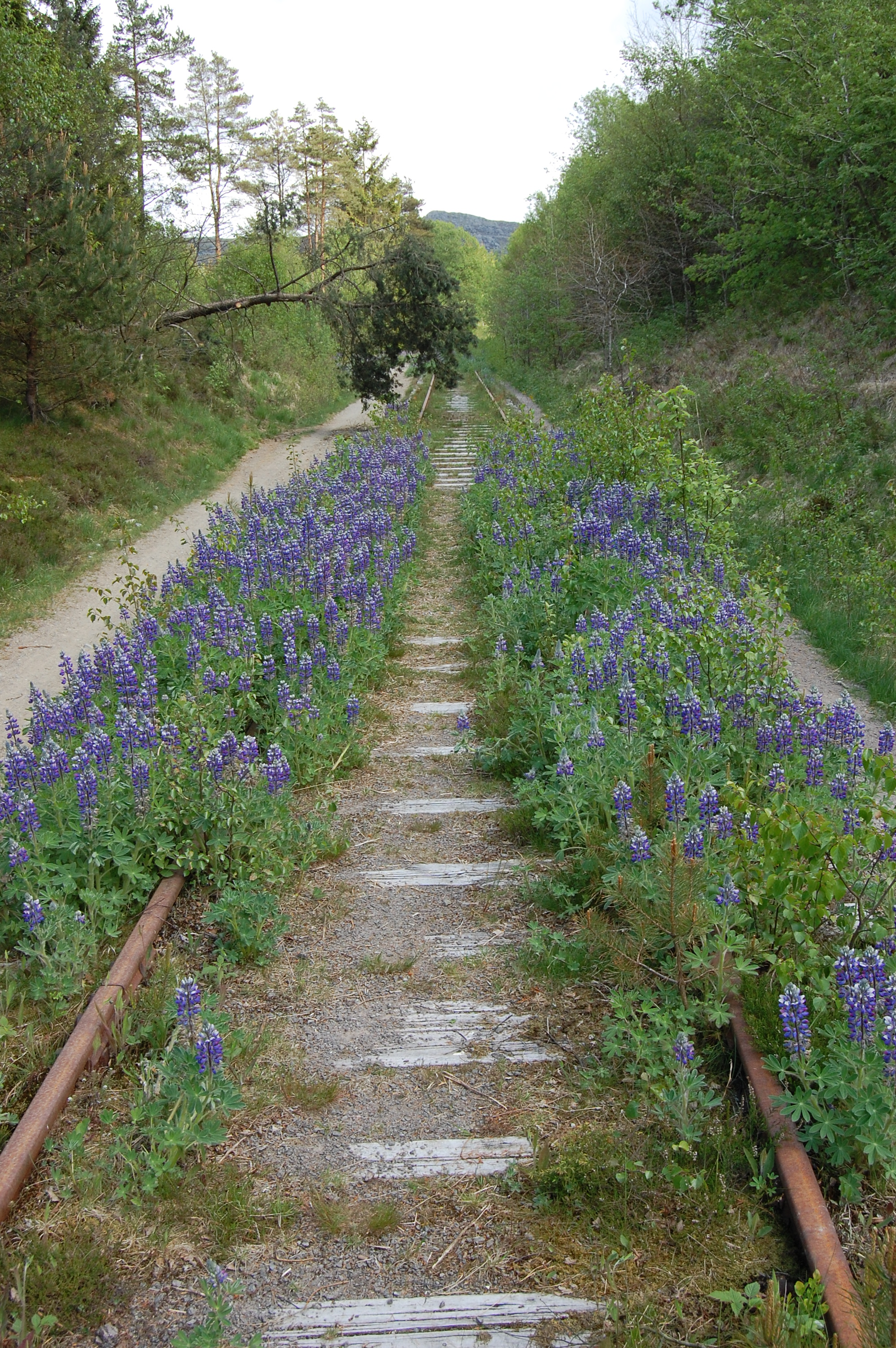
Strecke (2008)
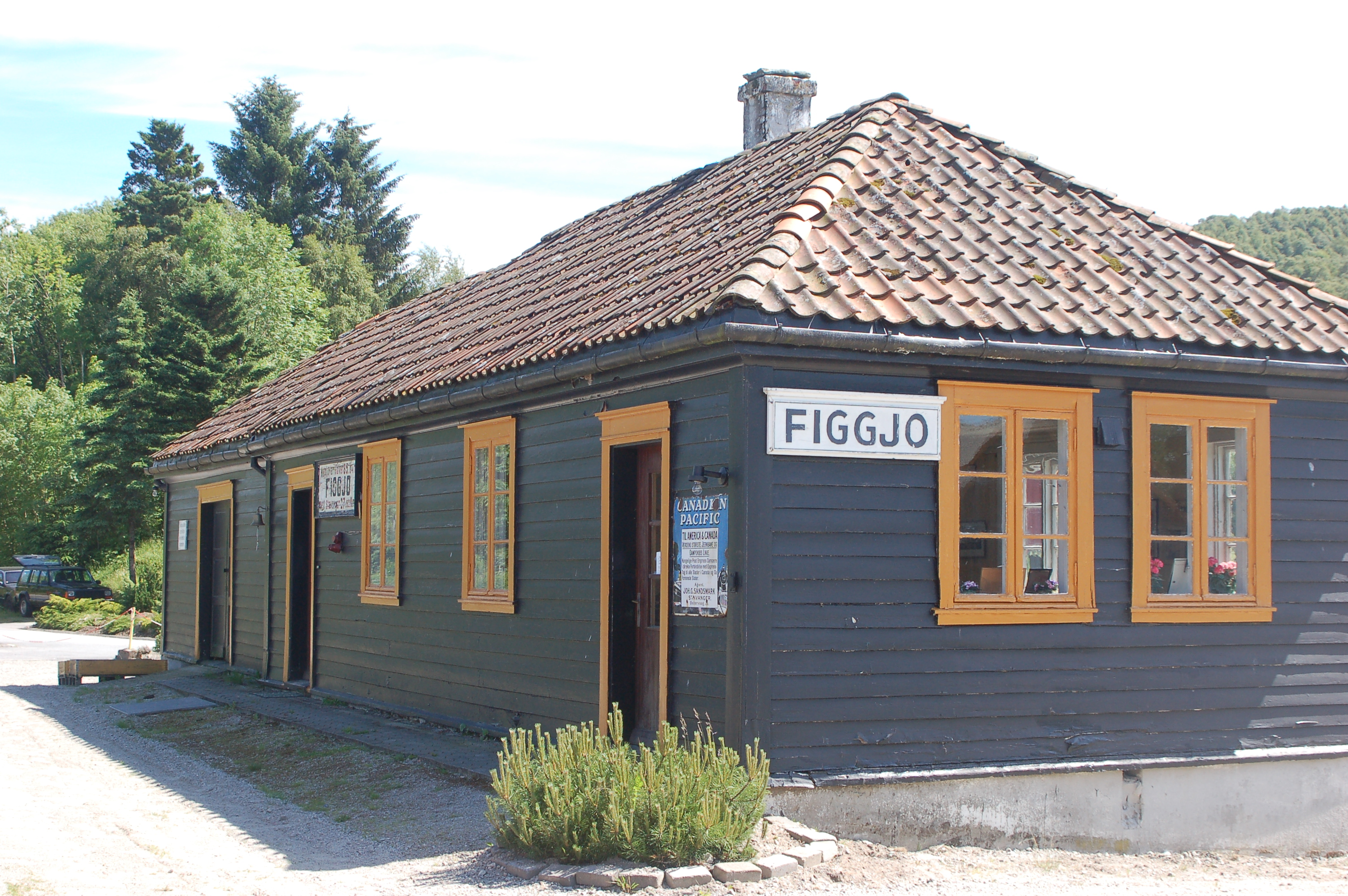
Bahnhof Figgjo
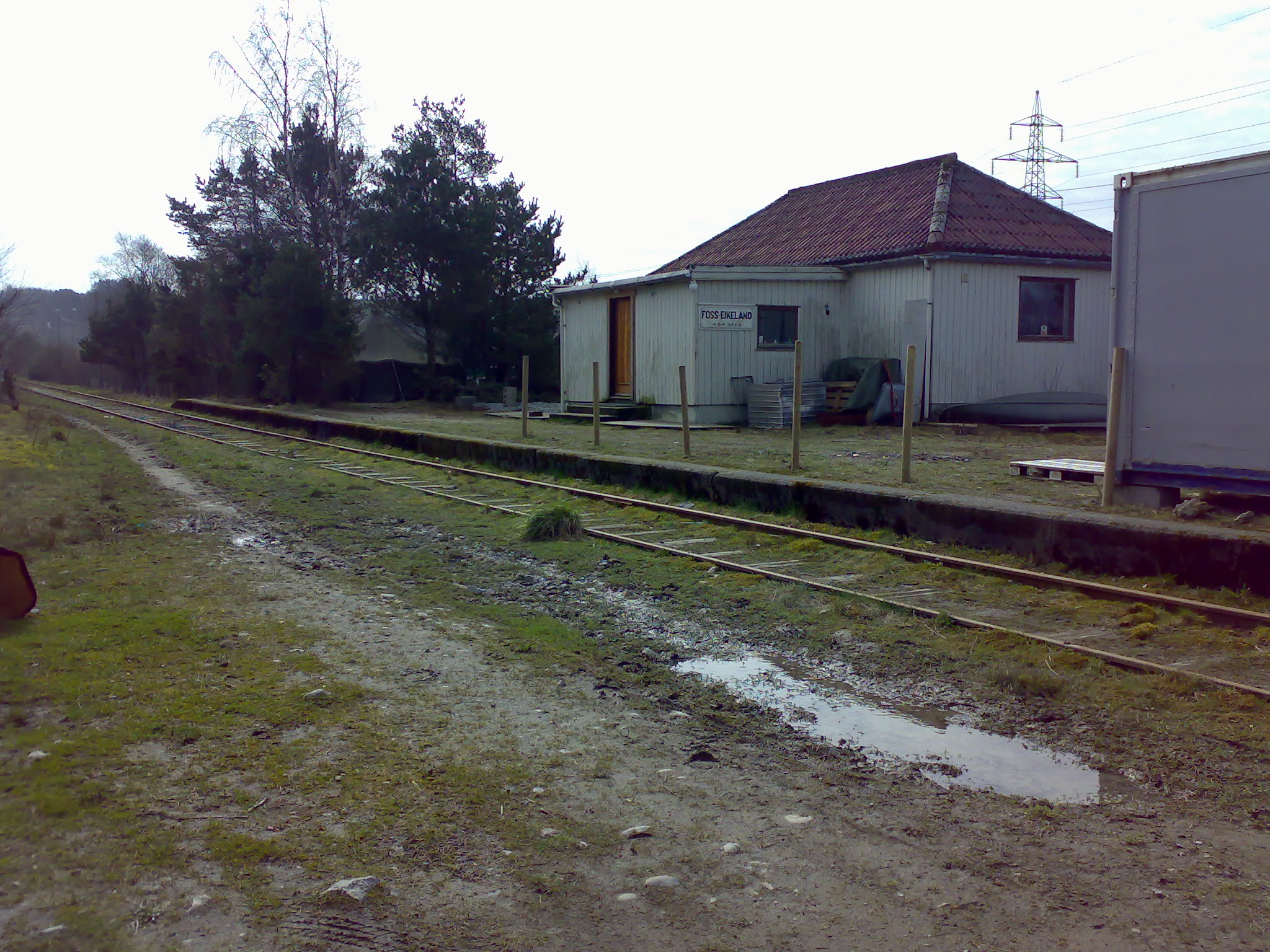
Bahnhof Foss-Eikeland
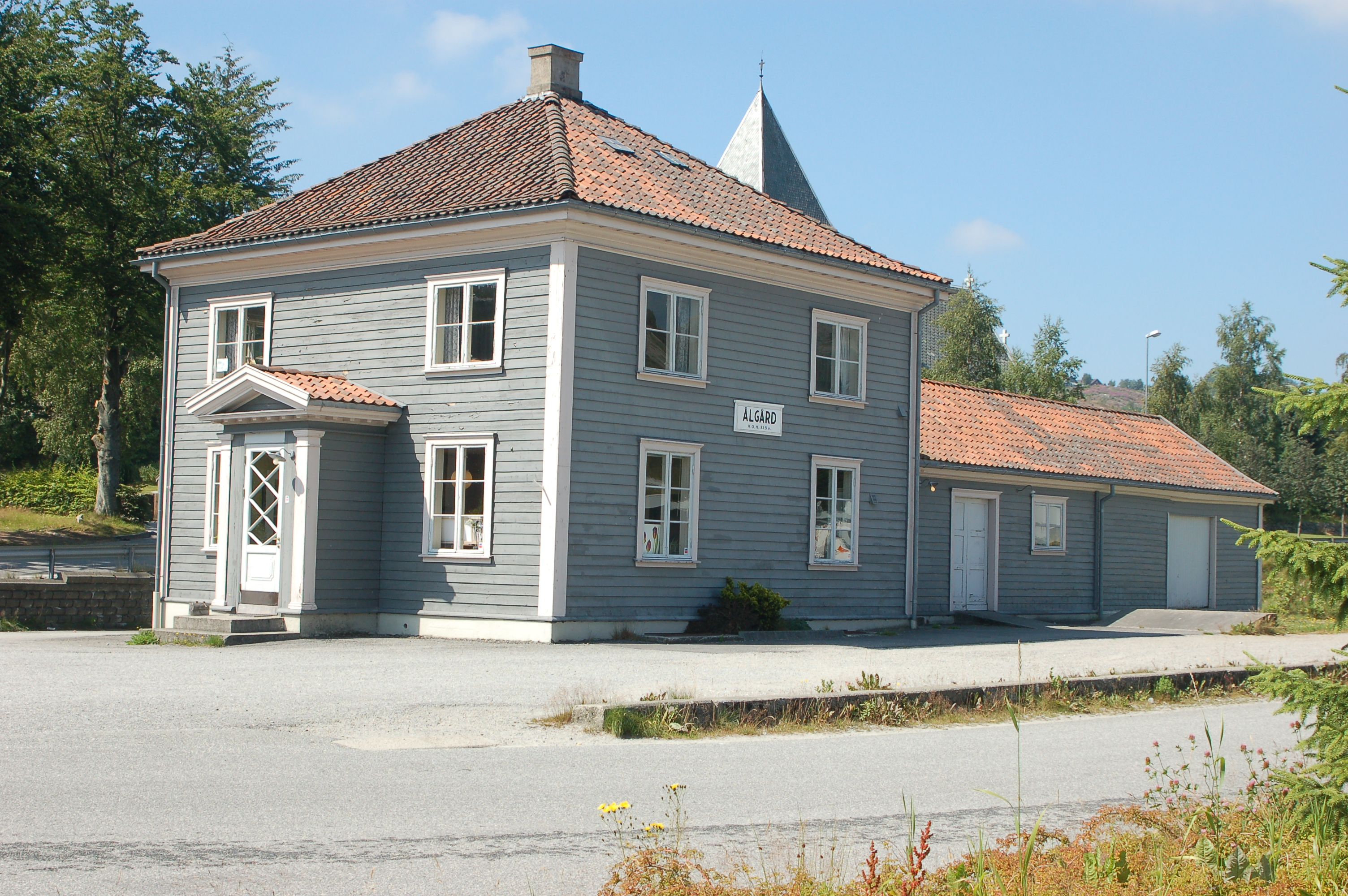
Bahnhof Ålgård